# 张偃
张偃（?—?），汉朝诸侯王，西汉第一代鲁王。祖父张耳，母亲是汉高祖刘邦和吕后的女儿鲁元公主，其父张敖曾经封为赵王，后来废为宣平侯，姊姊为汉惠帝的张皇后。前187年，被外祖母吕后封为鲁王。張皇后冊立時張偃尚幼，野史說他望見聘禮豪華，馳入呼曰：“阿姊，皇帝舅買姊去也”。前179年，汉文帝刘恒撤销鲁国，张偃改为南宫侯，薨逝，儿子张生（一说张欧）嗣位。
| 前任： 首任 | 西汉鲁王 前187年—前179年 | 繼任： 撤销，24年後 刘余 |

| 前任： 首任 | 西汉南宫侯 前179年—前173年 | 繼任： 哀侯张欧 |